# Intrakardial
Als intrakardial (von lateinisch intra „innen“, „hinein“, und griechisch kardia „Herz“) bezeichnet man in der Medizin die Positionierung innerhalb des Herzens.

## Intrakardiale Injektion

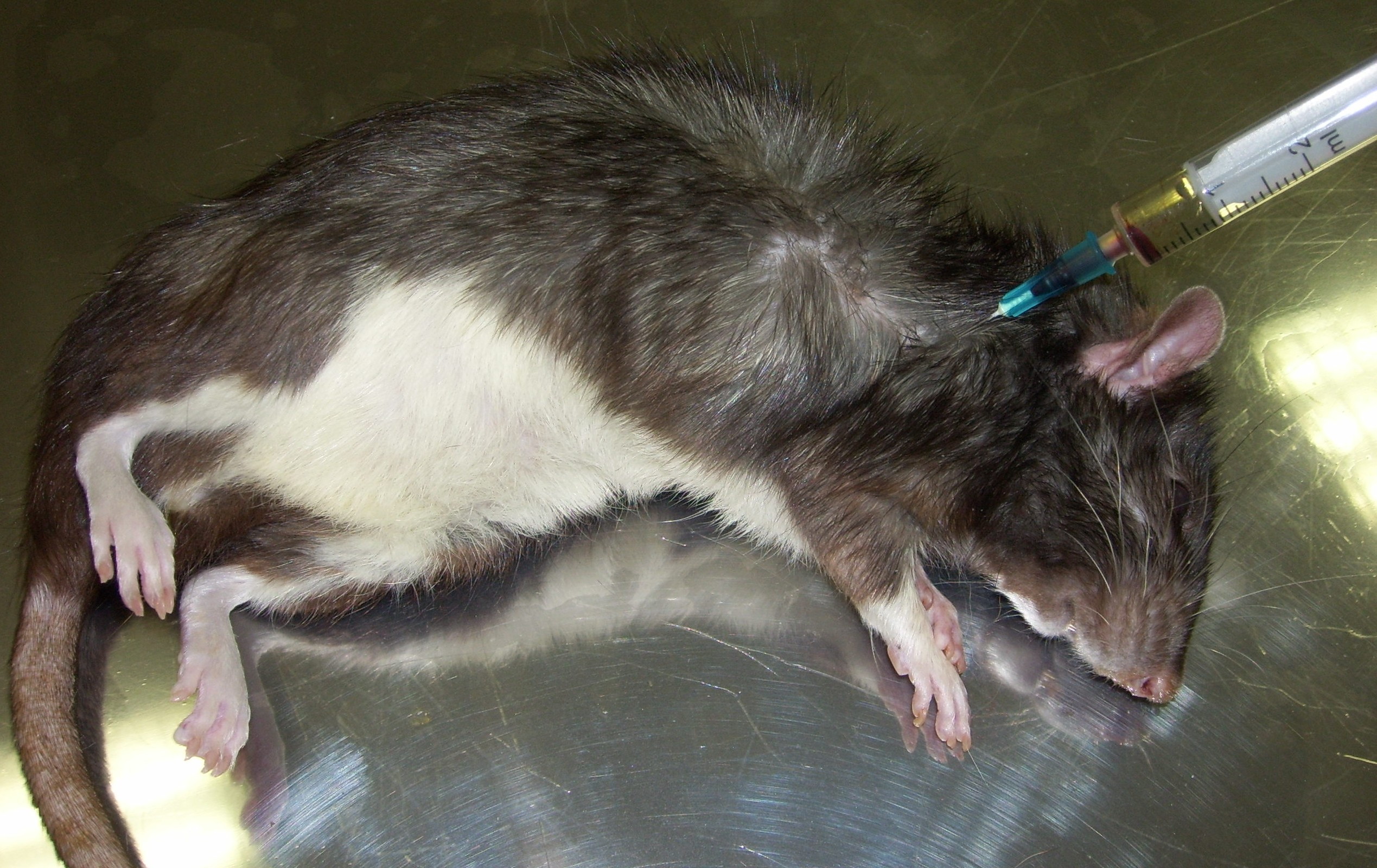
Intrakardiale Injektion bei einer Ratte

Die intrakardiale Injektion (Herzinjektion) ist die Gabe eines Medikaments direkt in das Herz. Sie ist eine Form der parenteralen Anwendung von Wirkstoffen. Die Injektion erfolgt durch die Brustwand in die rechte Herzkammer, da diese näher an der vorderen Brustwand liegt, eine dünnere Wand hat und in ihr ein niedrigerer Druck herrscht als in der linken Herzkammer.
Intrakardiale Injektionen von vasoaktiven Substanzen, in die Klinik eingeführt 1906 von Reinhard von den Velden, werden meist nur in absoluten Notfällen durchgeführt, wenn eine intravenöse Gabe nicht mehr möglich ist, z. B. bei einem Herzstillstand. Der Wirkungseintritt ist sehr schnell. In der Experimentalmedizin nutzt man bei kleinen Versuchstieren zum Teil intrakardiale Injektionen oder Herzpunktionen zur Blutentnahme, da bei diesen die Venen meist zu klein zur Punktion sind.
Beim Menschen ist diese Form der Injektion obsolet, da eine Punktion des linken Herzens (Hochdrucksystem) nicht ausgeschlossen werden kann (Gefahr des Herzversagens durch Herzbeuteltamponade). Die kontrollierte intrakardiale Injektion wird in jüngerer Zeit bei der Stammzelltherapie des Herzinfarkts eingesetzt.

## Intrakardiales EKG
Bei einem intrakardialen Elektrokardiogramm werden die Elektroden des EKG über eine Arm- oder Beinvene in das Herzinnere vorgeschoben. Damit lassen sich Herzrhythmusstörungen genauer differenzieren. Es dient auch zur Lageüberprüfung eines zentralen Venenkatheters.